# نوونیکولایفکا (سرزمین آلتای)
نوونیکولایفکا (به لاتین: Novonikolayevka) یک منطقهٔ مسکونی در روسیه است که در سرزمین آلتای واقع شده‌است.